# Välborne
Välborne är en höghetstitulatur som i Sverige tillkommer obetitlade medlemmar av adeln. Motsvarande titel för kvinnor är "Välborna". Används i tal och skrift riktad till en person som omfattas av titeln, såsom exempelvis Välborne Herr Taube.